# Annaphila miona
Annaphila miona är en fjärilsart som beskrevs av Smith 1908. Annaphila miona ingår i släktet Annaphila och familjen nattflyn. Inga underarter finns listade i Catalogue of Life.